# 리나 히디
리나 히디(영어: Lena Headey, 영어 발음: /ˈliːnə ˈhiːdi/, 1973년 10월 3일 ~ )는 영국의 배우이다. HBO 드라마 《왕좌의 게임》(2011-19)의 서세이 라니스터 역으로 전 세계에서 인지도를 얻었으며, 이를 통해 프라임타임 에미상에 다섯 차례, 골든 글로브상에 한 차례 후보로 올랐다. 영화 《300》(2007)의 고르고 여왕 역으로도 유명하다.

## 출연 작품

### 영화
- 나의 청춘 워터랜드 (1992)
- 남아있는 나날 (1993)
- 정글북 (1994)
- 댈러웨이 부인 (1998)
- 애버딘 (2000)
- 리플리스 게임 (2002)
- 윈스턴 처칠의 폭풍전야 (2002)
- 이매진 미 앤 유 (2005)
- 그림 형제: 마르바덴 숲의 전설 (2005)
- 300 (2007) - 고르고 여왕 역
  - 300: 제국의 부활 (2014)
- 저지 드레드 (2012)
- 더 퍼지 (2013)
- 오만과 편견 그리고 좀비 (2016)
- 킹스글레이브: 파이널 판타지 XV (2016) - 영어 더빙
- 파이팅 위드 마이 패밀리 (2018)
- DC 리그 오브 슈퍼-펫 (2022) - 라라-엘 역 (애니메이션)

### 텔레비전
- 터미네이터: 사라 코너 연대기 (2008-09)
- 왕좌의 게임 (2011-19)
- 데인저 마우스 (2015-19) - 애니메이션
- 아카디아의 전설 (2020) - 애니메이션